# 72 Pegasi
72 Pegasi, som är stjärnans Flamsteed-beteckning, är en dubbelstjärna belägen i den norra delen av stjärnbilden Pegasus. Den har en genomsnittlig kombinerad skenbar magnitud på ca 4,97 och är svagt synlig för blotta ögat där ljusföroreningar ej förekommer. Baserat på parallaxmätning inom Hipparcosuppdraget på ca 5,9 mas, beräknas den befinna sig på ett avstånd på ca 550 ljusår (ca 170 parsek) från solen. Den rör sig närmare solen med en heliocentrisk radialhastighet av ca –25 km/s.

## Egenskaper
Primärstjärnan 72 Pegasi A är orange till gul jättestjärna av spektralklass K4 IIIb.   Den har en massa som är ca 2 solmassor, en radie som är ca 30 solradier och utsänder ca 554 gånger mera energi än solen från dess fotosfär vid en effektiv temperatur på ca 4 400 K.
72 Pegasi är en misstänkt variabel, som varierar mellan visuell magnitud +4,95 och 4,98 utan någon fastställd periodicitet.
72 Pegasi är en visuell dubbelstjärna med en omloppsperiod på ungefär 492 år och en excentricitet på 0,32. De två stjärnorna är relativt lika där primärstjärnan har en skenbar magnitud av 5,67, följeslagaren en skenbar magnitud av 6,11 och är separerad med ca 0,568 bågsekunder från primärstjärnan. 72 Pegasi B tros vara en dubbelstjärna i sig själv, med en brun dvärg som följeslagare i en omloppsbana med en 4,2-årig period.